# Sajczyce
Sajczyce jsou vesnicí ve východním Polsku, ležící v Lublinském vojvodství, asi 12 km od Chełmu. V letech 1975-1998 spadaly administrativně do dnes již neexistujícího chelmského vojvodství.
V červnu 1942 založili Němci v Sajczycích pracovní tábor pro Židy z Polska a Československa. Přebývalo v něm průměrně 600 osob. Pracovali zejména na regulaci řeky Garka. Tábor byl zlikvidován na přelomu let 1942/1943. Vězňové byli odvezeni do vyhlazovacího tábora Sobibor .